# Paragongylidiellum
Paragongylidiellum caliginosum es una especie de araña araneomorfa de la familia Linyphiidae. Es el único miembro del género monotípico Paragongylidiellum.

## Distribución
Es un endemismo de Nepal.